# Id Tech 7
id Tech 7 es un motor de juego multiplataforma desarrollado por id Software. Como parte de la serie id Tech de motores de juego, es el sucesor de id Tech 6. El software se demostró por primera vez en QuakeCon 2018 como parte del anuncio de id Software de Doom Eternal.

## Tecnología
id Tech 7 tiene diez veces más detalles geométricos y una mayor fidelidad de textura que el id Tech 6. Además, las capacidades del motor permiten tener un nuevo sistema llamado "Demonios Destructibles", en el que los cuerpos de los enemigos se destruyen y deterioran progresivamente en combate a medida que sufren daños. En PC, id Tech 7 sólo soportará la renderización de Vulkan. El Ray Traycing aun no se incorpora.

## Los juegos que utilizan id Tech 7
- Doom Eternal (2020) - id Software